# Talking Heads: 77
Talking Heads: 77 — дебютный студийный альбом американской рок-группы Talking Heads, записанный в 1976—1977 годах (Sundragon Studios, Нью-Йорк) с продюсерами Тони Бонджиови и Лэнсом Куинном и выпущенный 16 сентября 1977 года записывающей компанией Sire Records. Занимает 291-е место в списке «500 величайших альбомов всех времён по версии журнала Rolling Stone».

## Об альбоме
Дебютный альбом Talking Heads записывался в конце 1976 — первой половине 1977 года после того как группа подписала контракт с Sire Records. Дебютный сингл «Love → Building on Fire», вышедший в феврале, в первоначальный вариант альбома включён не был.
Особняком стояло содержание песен бывших студентов арт-колледжа: музыка альбома была выдержана в жанре зарождавшегося тогда нью-вейва с элементами панка, арт-рока, фанка и авангарда. Тексты по большей части относились к тематике человеческой личности, отношений между мужчинами и женщинами («Who Is It», «Tentative Decisions», «Pulled Up», «Uh-Oh, Love Comes to Town»), внутренних противоречий («New Feeling», «The Book I Read», «Happy Day») и отношению лирического героя песен к обществу и государству («No Compassion», «Pulled Up», «Don’t Worry About the Government»). Сам Дэвид Бирн признавался журналу Punk в 1976 году: «Раньше мы хотели всех послать, но позже я захотел, чтобы меня приняли». Результатом стал дебютный альбом группы.
Альбом Talking Heads: 77 поднялся до 97-й позиции в списках Billboard Top LPs & Tape. Сингл из него, «Psycho Killer», достиг 92-го места в Billboard Hot 100.

## Отзывы критиков
Критики высоко оценили альбом, отметив удачное сочетание минимализма и артовости, умные тексты Бирна и его же уникальную манеру исполнения. Впоследствии пластинка была признана классикой новой волны; рецензент Trouser Press Айра Роббинс назвал этот дебют «ошеломляющим», Уильям Рульман (AllMusic) дал ему оценку 5/5.

## Список композиций
Слова и музыка всех песен — Дэвид Бирн, кроме отмеченных отдельно.
| №  | Название                    | Длительность |
| -- | --------------------------- | ------------ |
| 1. | «Uh-Oh, Love Comes to Town» | 2:48         |
| 2. | «New Feeling»               | 3:09         |
| 3. | «Tentative Decisions»       | 3:04         |
| 4. | «Happy Day»                 | 3:55         |
| 5. | «Who Is It?»                | 1:41         |
| 6. | «No Compassion»             | 4:47         |

| №  | Название                           | Автор(ы)                            | Длительность |
| -- | ---------------------------------- | ----------------------------------- | ------------ |
| 1. | «The Book I Read»                  |                                     | 4:06         |
| 2. | «Don’t Worry About the Government» |                                     | 3:00         |
| 3. | «First Week/Last Week…Carefree»    |                                     | 3:19         |
| 4. | «Psycho Killer»                    | Дэвид Бирн, Крис Франц, Тина Уэймут | 4:19         |
| 5. | «Pulled Up»                        |                                     | 4:29         |

| №   | Название                           | Автор(ы)                            | Длительность |
| --- | ---------------------------------- | ----------------------------------- | ------------ |
| 12. | «Love → Building on Fire»          |                                     | 3:00         |
| 13. | «I Wish You Wouldn’t Say That»     |                                     | 2:39         |
| 14. | «Psycho Killer» (Acoustic Version) | Дэвид Бирн, Крис Франц, Тина Уэймут | 4:20         |
| 15. | «I Feel It in My Heart»            |                                     | 3:15         |
| 16. | «Sugar On My Tongue»               |                                     | 2:36         |

## Участники записи
Приведены по сведениям базы данных Discogs.
| Talking Heads: - Дэвид Бирн — гитара, вокал - Джерри Харрисон — гитара, клавишные, вокал - Тина Уэймут — бас-гитара - Крис Франц — ударные | Технический состав - Тони Бонджиови, Лэнс Куинн, Talking Heads — продюсеры - Эд Стейзиум — звукоинженер - Джо Гаствирт — мастеринг-инженер, инженер нарезки лакового слоя - Мик Рок — фотограф |

## Позиции в хит-парадах
Еженедельные чарты:
| Год       | Хит-парад                        | Высшая позиция | Пребывание в чарте |
| --------- | -------------------------------- | -------------- | ------------------ |
| 1977      | Великобритания (UK Albums Chart) | 60             | 1 неделя           |
| 1977      | США (Billboard Top LPs & Tape)   | 97             | 29 недель          |
|           |                                  |                |                    |
| 1978—1979 | Новая Зеландия (RMNZ)            | 21             | 16 недель          |